# Perim

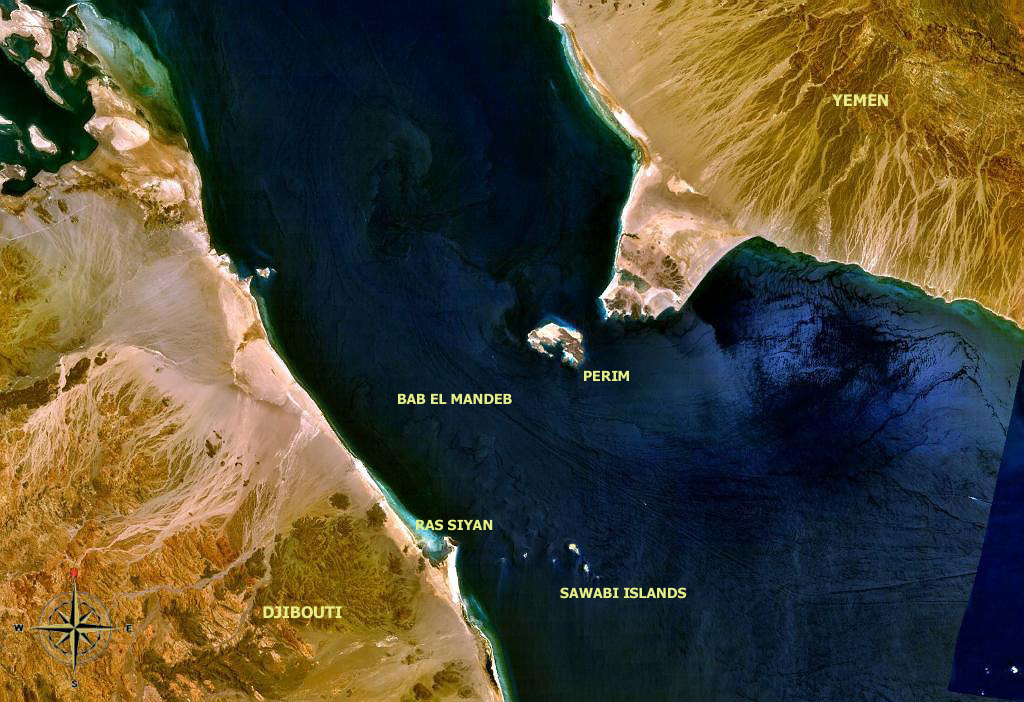
Perim i Bab al-Mandab, satellitfoto.

Perim eller Barim (arabiska: بريم, Barim), även kallad Mayyun (ميون), är en omkring 13 km² stor ö i sundet Bab al-Mandab mellan Indiska oceanen och Röda havet. Den tillhör Jemen och ligger cirka 3 kilometer från landets kust på Arabiska halvön och 26 kilometer från Djibouti på Afrikas kust. Den har en god hamn som består av en utslocknad krater.
Ön ockuperades av britterna 1857, och eftersom den behärskade inloppet till Röda havet anlade de befästningar och underhöll en liten garnison. Den administrerades under Adenkolonin. Ön hade viss betydelse som kolstation mellan 1883 och 1936. Vid en folkomröstning 1967 valde invånarna att tillhöra Sydjemen.
En militär flygplats byggdes på ön 2021.